# La Croix-Blanche
La Croix-Blanche è un comune francese di 850 abitanti situato nel dipartimento del Lot e Garonna nella regione della Nuova Aquitania.

## Società

### Evoluzione demografica
Abitanti censiti